# Smart as a Fox
Smart as a Fox ist ein US-amerikanischer Kurzfilm aus dem Jahr 1946, der eine Oscarnominierung erhielt.

## Inhalt
Beobachtungen über einen kleinen Fuchs, ältester eines Wurfs, stehen im Mittelpunkt des Films. Gezeigt wird, welchen Gefahren das Fuchsjunge ausgesetzt ist und wie es damit zurechtkommen muss, wenn seine Mutter auf der Suche nach Nahrung unterwegs ist. Dem Angriff eines Raben muss sich der kleine Fuchs tapfer widersetzen, ebenso wie anderentags dem Angriff eines Hundes. Die hinzukommende Fuchsmutter nimmt ihre eigene Gefährdung in Kauf und lenkt die Aufmerksamkeit des Hundes auf sich, damit er den kleinen Fuchs in Ruhe lässt, was ihren Tod bedeutet. Das Fuchsjunge, das sich mit seinen Geschwistern in eine Höhle zurückgezogen hat, muss ebenso wie diese einige Tage ohne Nahrung auskommen, bis der Fuchsvater seine Kinder findet, als sie schon fast zu verhungern drohen, und ihnen Nahrung bringt.
Als die Tiere im Wald von einer Population von Jagdhunden bedroht sind, werden die angreifende Hunde diesmal vom Fuchsvater abgewehrt, indem er sie dazu bringt, hinter ihm herzulaufen, um dann, als die Gefahr gebannt ist, zu seinen Jungen zurückzukehren. Als der älteste kleine Fuchs den Wald erkundet, nehmen die Gefahren, denen er ausgesetzt ist, jedoch kein Ende, zumal er dort die Nacht allein verbringen muss. Eine Eule hat schon einen Blick auf ihn geworfen. Er übersteht die Nacht jedoch unbeschadet und findet zu seiner Familie zurück.

## Produktion
Es handelt sich um eine Produktion von Warner Bros. Entertainment, realisiert durch Vitaphone.
Smart as a Fox hatte in den USA am 27. April 1946 Premiere. Am 16. Juni 1956 wurde der Film erneut aufgeführt.

## Auszeichnung
Gordon Hollingshead war mit Smart as a Fox auf der Oscarverleihung 1947 für einen Oscar in der Kategorie „Bester Kurzfilm“ (1 Filmrolle) nominiert, hatte jedoch mit diesem Film gegenüber seinem zweiten nominierten Film Facing Your Danger das Nachsehen, für den er den Oscar mit nach Hause nehmen konnte. Der Siegerfilm erzählt von einer nicht ungefährlichen Bootsfahrt auf dem Colorado River.